# Upadek (jezioro)
Upadek – jezioro w Polsce położone w województwie warmińsko-mazurskim, w powiecie szczycieńskim, w gminie Jedwabno.
Powierzchnia – ok. 2 ha. Jezioro otwarte, wpływa do niego niewielka struga z Jeziora Małszewskiego
Bardzo małe jezioro, położone z dala od zabudowań. Często nie jest podpisywane na mapach. Jest stale zasilane wodą z dużo większego zbiornika. Rzadko się zdarza, że z dużego jeziora wypływa ciek wodny do zbiornika stukrotnie od niego mniejszego. Woda ta zasila jezioro i znika pod powierzchnią ziemi.
Najbliższa wieś to Małszewo. Dojazd ze Szczytna drogą krajową nr 58 do Jedwabna i dalej na północ do Burdąga i Małszewa, a następnie drogami gruntowymi na zachód.